# 존 F. 케네디 대통령 취임식
존 F. 케네디의 제35대 미국 대통령 취임식은 1961년 1월 20일 금요일 워싱턴 D.C. 미국 국회의사당 동쪽 주랑 현관에서 열렸다. 이는 44번째 취임식이었으며 존 F. 케네디와 린든 B. 존슨의 유일한 대통령 및 부통령 임기의 시작을 알렸다. 케네디는 이 임기 중 2년 306일에 암살되었고, 존슨이 대통령직을 승계했다.
케네디는 대통령 선거에서 현직 부통령이었던 리처드 닉슨을 간발의 차이로 이겼다. 케네디는 대통령이 된 최초의 가톨릭교도이자, 선출된 대통령 중 가장 젊은 사람이었으며, 20세기에 태어난 사람으로는 처음으로 미국 대통령을 역임했다.
그의 취임 연설은 선거 운동의 주요 주제를 담고 있었으며, 경제적 번영, 새로운 사회 변화, 외교적 도전의 시기 동안 그의 대통령직을 정의했다. 이 취임식은 시인 로버트 프로스트가 프로그램에 참여한 첫 번째 취임식이었다.
이 취임식을 위해 의회 합동 취임식 위원회는 상원의원 존 스파크먼이 위원장을 맡았고, 상원의원 칼 헤이든과 스타일즈 브리지스, 하원의원 샘 레이번, 존 W. 맥코맥, 찰스 A. 할렉이 포함되었다.

## 시나트라 취임 무도회
[시나트라의 무도회]는 대중 오락이 현대 정치의 필수적인 부분이 된 순간을 알린 것일 수 있다. 

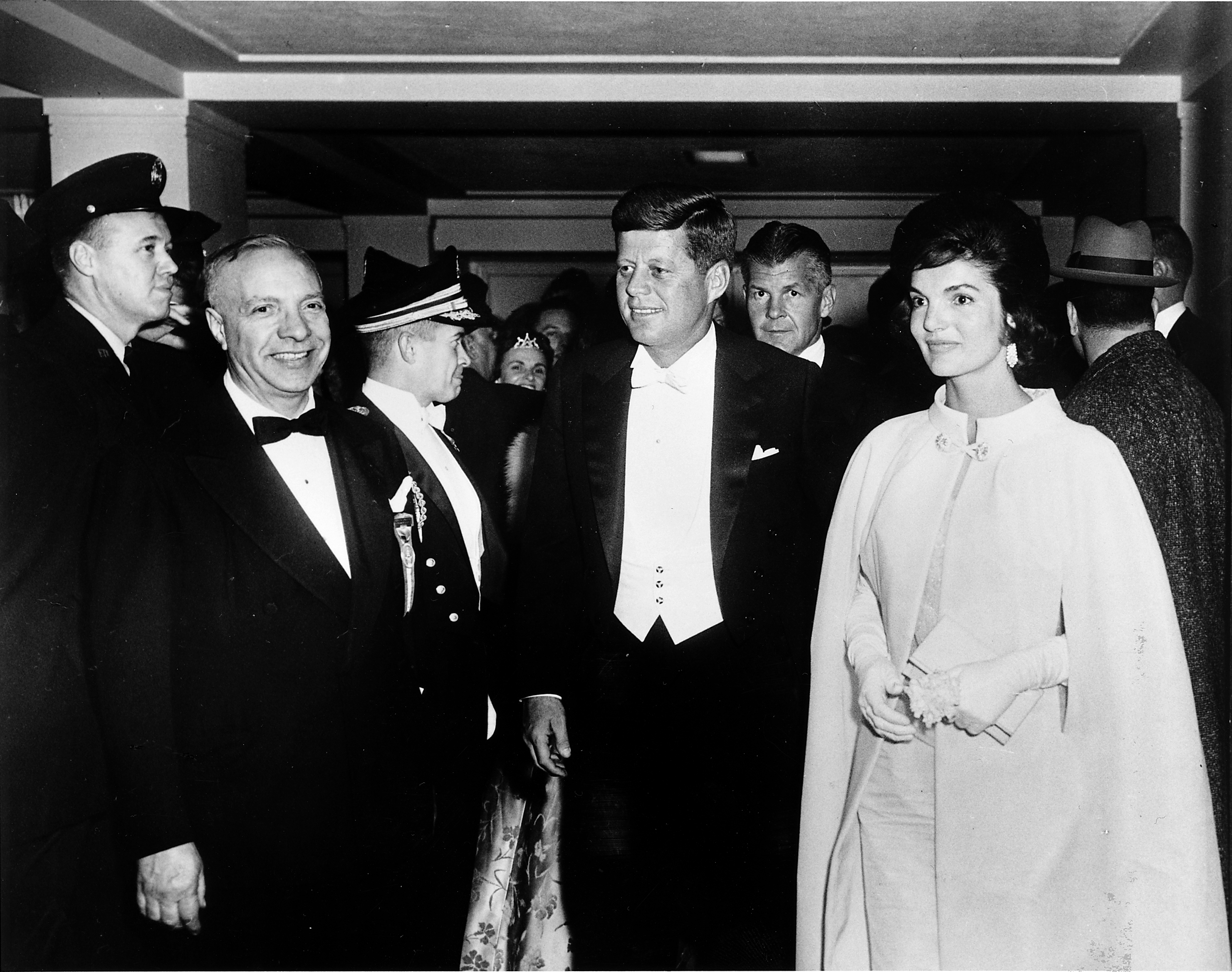
존 F. 케네디 대통령과 영부인 재클린 케네디가 취임식 날 저녁에 버그도프 굿먼의 에델 프랑켄이 디자인한 가운을 입고 취임 무도회에 도착하고 있다.

프랭크 시나트라와 피터 로퍼드는 취임식 전날인 1961년 1월 19일 D.C. 병기고에서 취임 전 무도회를 조직하고 주최했는데, 이는 워싱턴 D.C. 역사상 가장 큰 파티 중 하나로 여겨진다. 시나트라는 많은 할리우드 스타들을 모집하여 공연하고 참석시켰으며, 일부 배우들이 갈라에 참석할 수 있도록 브로드웨이 극장이 그날 밤 공연을 중단하도록 설득하기까지 했다. 1인당 100달러에서 그룹당 10,000달러에 이르는 티켓으로 시나트라는 격렬한 선거 운동으로 인한 민주당의 빚을 갚기 위해 170만 달러(오늘날 가치로 1472만 달러)를 모금하기를 희망했다. 많은 할리우드 스타들이 케이 톰슨이 리허설하고 로저 에덴스가 연출한 짧은 연설이나 공연을 선보였고, 준비와 리허설이 필 스턴에 의해 촬영된 스태틀러-힐튼 호텔에 머물렀다. 공연과 연설에는 프레드릭 마치, 시드니 포이티어, 냇 킹 콜, 엘라 피츠제럴드, 진 켈리, 토니 커티스, 재닛 리, 빌 다나, 밀턴 베를, 지미 듀란테, 해리 벨라폰테와 시나트라 자신도 포함되었다.
시나트라의 오랜 친구이자 민주당 지지자, 랫 팩의 일원이었던 새미 데이비스 주니어는 존 F. 케네디로부터 그의 아버지 조지프의 요청에 따라 갈라에 참석하지 말아달라는 부탁을 받았다. 그의 인종간 결혼이 스웨덴 여배우 메이 브릿과의 결혼이 당시와 그 행사에 너무 논란이 될 것을 우려했기 때문이다. 데이비스는 시나트라를 통한 케네디 선거 운동의 요청에 따라 이미 선거 이후로 브릿과의 결혼식을 연기했었다. 데이비스는 결국 1970년대 초에 공화당과 리처드 닉슨을 지지하게 되었다. 해리 벨라폰테는 논란에 대해 슬픔을 표하며 "그는 대사였지만, 우리는 나중에야 그걸 알았다. 새미가 거기에 없던 것은 손실이었다."고 말했다.
무도회 끝에 케네디는 시나트라에게 축제와 평생 동안 그리고 1960년 선거 운동에서 민주당을 지지해 준 것에 대해 감사를 표하며, "우리 오랜 역사에서 예술과 정치의 행복한 관계가 오늘 밤 절정에 달했다고 생각한다."고 덧붙였다. 재클린은 오전 1시 30분(ET)에 무도회가 끝나기 전에 백악관으로 돌아갔고, 존은 아버지 조지프 케네디가 주최한 두 번째 취임 전 무도회에 참석했으며, 마침내 오전 3시 30분경 백악관으로 돌아왔다.

## 취임식 노이스트

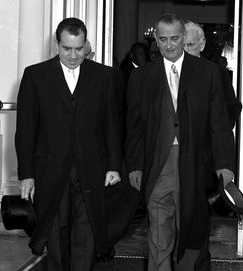
취임식 날의 닉슨과 후임 존슨

취임식 전날 큰 겨울 폭풍이 몰아쳐, 기온은 20 °F (−7 °C)였고 시간당 1–2 인치 (2.5–5.1 cm)의 눈이 내렸으며, 밤새 총 8 인치 (20 cm)의 눈이 쌓여, 워싱턴에 교통 및 물류 문제를 야기하고 취임식에 심각한 우려를 불러일으켰다.
취임식 날인 1961년 1월 20일, 하늘은 맑아지기 시작했지만 눈으로 인해 워싱턴은 혼란에 빠졌고, 취임식 행진이 거의 취소될 뻔했다. 미 육군 공병대는 취임식 전날 저녁과 아침에 거리 청소를 담당했으며, 1,000명 이상의 컬럼비아 특별구 직원과 1,700명의 보이 스카우트의 도움을 받았다. 이 특수팀은 수백 대의 덤프 트럭, 프런트 엔드 로더, 모래 살포기, 제설기, 로터리, 화염 방사기를 동원하여 경로를 정리했다. 악천후와 연료 부족으로 멈춰 선 1,400대 이상의 차량이 펜실베이니아 애비뉴를 따라 행진 경로에서 제거되어야 했다.
눈 폭풍으로 인해 워싱턴 내셔널 공항의 시야가 0.5마일 미만으로 떨어져, 전 대통령 허버트 후버는 워싱턴으로 비행하여 취임식에 참석할 수 없었다.

## 취임식 절차

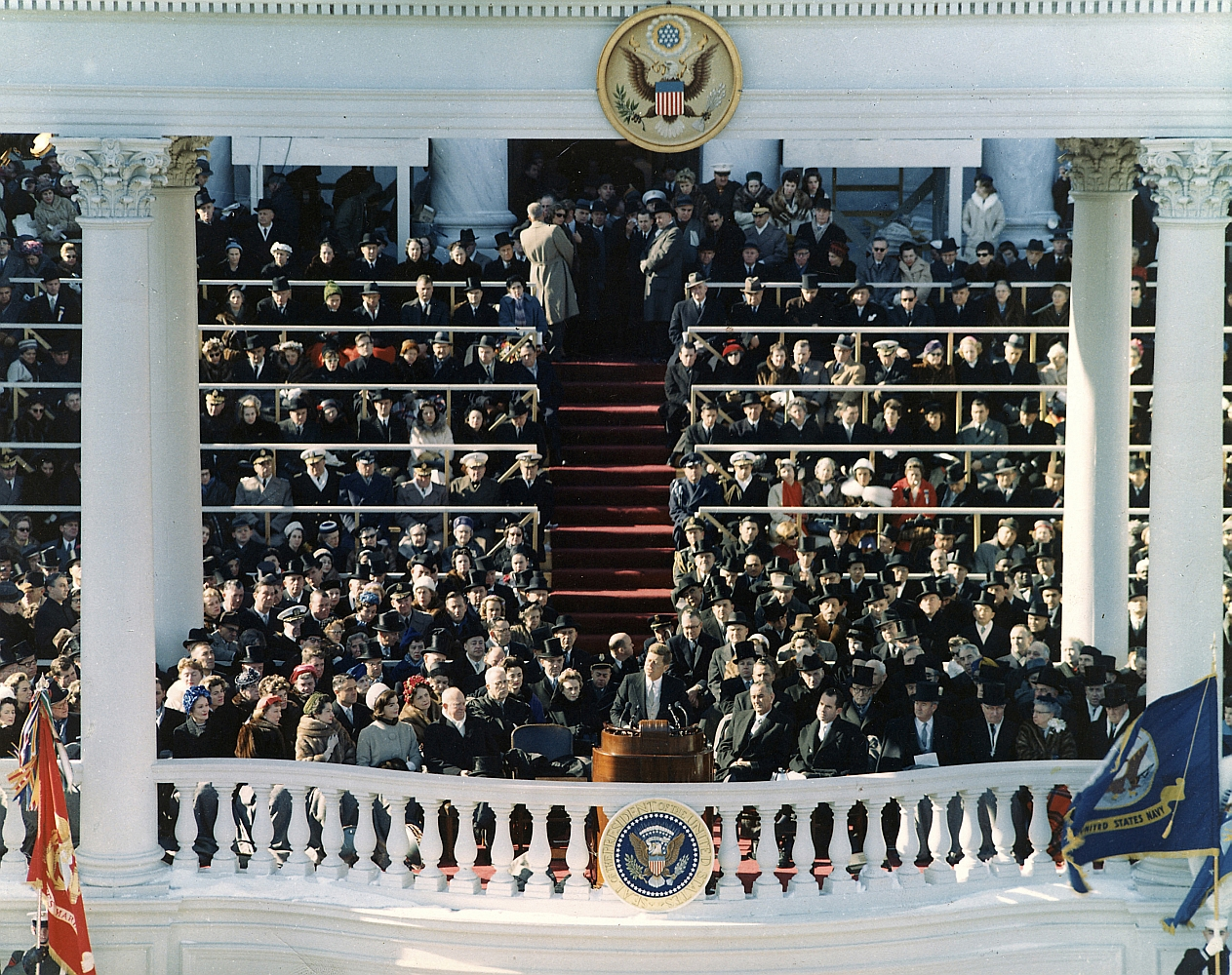
취임식이 열렸던 확장된 국회의사당 동쪽 전면의 모습. 케네디 대통령이 중앙에서 취임 연설을 하고 있으며, 존슨 부통령과 공식 및 초대 손님들이 그의 뒤에 앉아 있다.

퇴임하는 드와이트 D. 아이젠하워 대통령과 함께 국회의사당으로 가기 전, 케네디는 조지타운의 성삼위일체 가톨릭 교회에서 아침 미사에 참석했다. 리처드 쿠싱 추기경은 취임식 기도를 12분 동안 드렸다. 추가 기도는 대주교 이아코보스 대주교와 오스틴의 센트럴 크리스천 교회의 존 바클레이 목사에 의해 낭송되었으며, 넬슨 글루크 랍비에 의해 축복이 주어졌다. 이 기도와 축도는 총 28분 동안 지속되었다. 매리언 앤더슨은 "미국의 국가"를 불렀고, 레너드 번스타인이 작곡한 "존 F. 케네디 취임식을 위한 팡파르"가 연주되었다.
부통령 취임 선서는 하원 의장 샘 레이번이 린든 B. 존슨에게 집행했다. 이는 하원 의장이 취임 선서를 집행한 첫 사례로, 이전 취임식에서는 미국 상원 임시의장, 퇴임하는 부통령 또는 미국 상원의원이 집행했다.
당시 86세였던 로버트 프로스트는 그의 시 "The Gift Outright"을 낭송했다. 케네디는 취임식에서 프로스트에게 시를 낭독해 달라고 요청했으며, "The Gift Outright"을 제안했는데, 이는 선거 운동 기간 동안 프로스트의 도움에 대한 감사의 표시로 여겨졌다. 케네디는 나중에 프로스트의 "용기, 뛰어난 기술과 대담함"에 감탄했다고 말하며 "나는 정치의 세계와 시의 세계가 그렇게 멀리 떨어져 있다고 생각하지 않는다. 나는 정치인과 시인 모두 적어도 한 가지 공통점을 가지고 있다고 생각한다. 그것은 그들의 위대함이 삶의 도전에 맞서는 용기에 달려 있다는 것이다."라고 덧붙였다. 미국 시인 윌리엄 메러디스는 이 요청이 "케네디를 문화에 관심 있는 사람, 문화인으로 주목하게 했다"고 말했다.
다가올 아우구스투스 시대의 영광

그 힘과 자긍심에서 비롯된 권력의,

시험받기를 갈망하는 젊은 야망의,

두려움 없이 자유로운 신념에 굳건한,

국가들이 어떤 게임을 하고 싶든.

시와 권력의 황금 시대,

오늘 정오가 그 시작의 시간이다.
프로스트는 케네디가 제안한 시의 서문으로 사용하기 위해 특별히 "헌정"이라는 새로운 시를 작곡했는데, 이는 케네디의 친구들에게는 놀라운 일이었다. 취임식 날 아침, 프로스트는 케네디의 미래 내무장관이 될 스튜어트 유달에게 자신의 손으로 쓴 초고를 더 쉽게 읽을 수 있도록 타자로 작성해 달라고 요청했고, 유달은 이에 응했다.
그러나 대통령 연단에 서자 태양과 눈의 눈부심 때문에 그는 원고를 읽을 수 없었다. 프로스트가 읽기 시작했을 때, 그는 첫 세 줄에서 더듬거리며 군중과 카메라 앞에서 원고를 찡그리며 보았다. 존슨 부통령은 그의 실크해트를 그늘로 사용하여 돕고자 했지만, 프로스트는 그 제안을 거절하고 모자를 받아들며 "제가 도와드리죠"라고 농담을 던져 군중과 케네디 대통령의 웃음과 박수를 자아냈다. 상황의 긴급성을 이해한 프로스트는 마이크에 대고 "이것[시]은 내가 읽을 필요 없는 시의 서문이었다"고 말한 뒤, "The Gift Outright"을 기억으로 낭송하기 시작했다. "거의 100만 명에 달하는 국가의 수도에 모인 사람들" 앞에서 말이다. 이는 대통령 취임식에서 시가 낭독된 첫 사례이며, 이후 빌 클린턴 (1993년과 1997년), 버락 오바마 (2009년과 2013년), 조 바이든 (2021년) 등 미래의 대통령들이 각자의 행사에서 반복한 특징이다.
프로스트는 식이 끝난 후 낭독되지 않은 시 "헌정"의 타자본을 유달에게 주었고, 유달은 결국 이 문서를 미국 의회도서관에 기증하여 현재 그곳에 보관되어 있다. 프로스트가 직접 헌정한 원본 필사본은 대통령에게 전달되었고 현재 존 F. 케네디 도서관 및 박물관에 소장되어 있다. 케네디의 아내 재클린은 이 필사본을 액자에 넣어 액자 뒷면에 "잭을 위해. 당신의 사무실에 놓으려고 처음 액자에 넣은 것. 거기에 처음 걸릴 것."이라고 썼다. 프로스트는 1962년 3월에 "존 F. 케네디 취임식을 위하여"로 제목을 바꾸고 42줄에서 77줄로 확장된 시를 케네디에게 공식적으로 헌정했다. 읽히지 않은 시(프로스트의 시집 In the Clearing의 일부로 1962년에 출판됨)는 케네디 취임 50주년 기념 행사에서 미 의사당에서 채플린 대니얼 P. 코플린에 의해 마침내 낭독되었다.

### 취임 선서
대통령 취임 선서는 대법원장 얼 워런이 정오에 공식적으로 대통령이 되었음에도 불구하고, ET 오후 12시 51분에 닫힌 가족 성경을 사용하여 케네디에게 집행했다. 케네디는 정오에 체감 온도가 7 °F (−14 °C)인 22 °F (−6 °C)의 추운 날씨에도 불구하고 취임 선서를 하고 취임 연설을 할 때 오버코트를 입지 않았다.

## 취임 연설
취임 선서를 마친 직후, 케네디 대통령은 국회의사당에 모인 군중에게 연설을 시작했다. 그의 1366단어 취임 연설은 색상 텔레비전으로 방영된 첫 번째 연설이었으며, 미국 역사상 최고의 대통령 취임 연설 중 하나로 평가받는다.
이 시간, 이 장소에서 친구와 적 모두에게 다음과 같이 선포하자. 이 시대에 태어나 전쟁으로 단련되고, 혹독하고 쓰라린 평화로 훈련받고, 우리의 오랜 유산을 자랑스럽게 여기며, 이 나라가 항상 헌신해 왔고 오늘날에도 국내외에서 헌신하는 인권을 서서히 파괴하는 것을 목격하거나 용납하지 않을 새로운 세대의 미국인들에게 횃불이 전달되었다.

그러므로 동료 미국인 여러분: 여러분의 조국이 여러분을 위해 무엇을 해줄 수 있을지 묻지 말고, 여러분이 조국을 위해 무엇을 할 수 있을지 물으십시오.

### 초고 작성

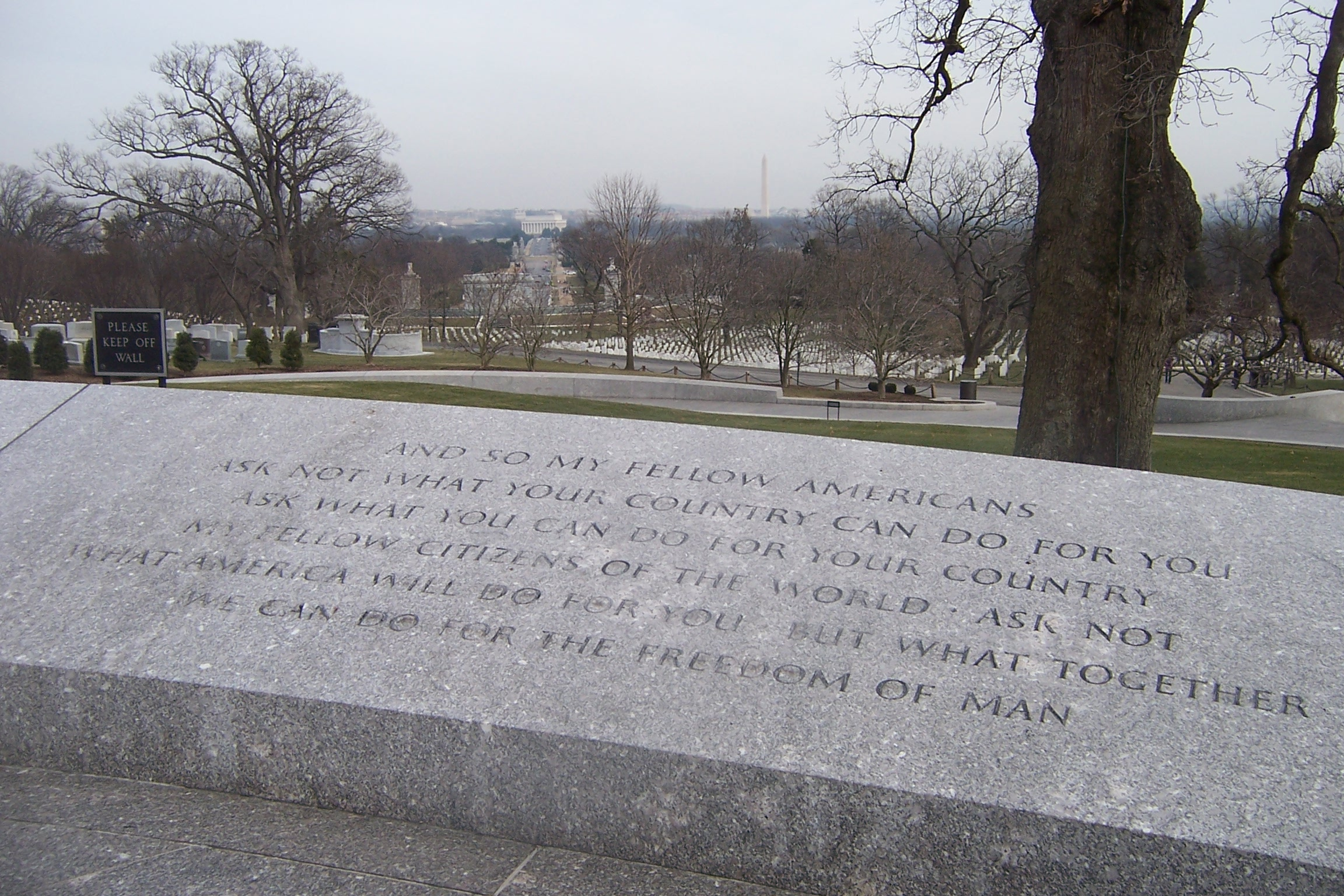
취임 연설 중 가장 유명한 구절은 알링턴 국립묘지의 케네디 묘지에 돌에 새겨져 있으며, 뒤로는 링컨 기념관과 워싱턴 기념탑이 보인다.

이 연설은 케네디와 그의 연설문 작성자 테드 소렌슨이 작성했다. 케네디는 소렌슨에게 에이브러햄 링컨 대통령의 게티즈버그 연설과 다른 취임 연설들을 연구하도록 지시했다. 케네디는 1960년 11월 말에 취임 연설을 위한 생각과 아이디어를 모으기 시작했다. 그는 여러 친구, 보좌관, 고문들로부터 제안을 받았는데, 여기에는 성경 구절에 대한 성직자들의 제안도 포함되었다. 케네디는 그 후 자신의 생각과 일부 제안들을 사용하여 여러 초고를 작성했다. 케네디는 연설에 하버드 경제학자 존 케네스 갤브레이스와 전 민주당 대통령 후보 애들레이 스티븐슨의 여러 제안을 포함했다. 케네디의 "두려움 때문에 협상하지 말자. 그러나 협상하는 것을 결코 두려워하지 말자."라는 문구는 갤브레이스의 "우리는 두려움 때문에 결코 협상하지 않을 것이다. 그러나 우리는 협상하는 것을 결코 두려워하지 않을 것이다."라는 제안과 거의 동일하다. 스티븐슨의 "자유로운 삶의 방식이 이 세상의 많은 가난한 사람들을 돕지 못한다면, 그것은 소수의 부자들을 결코 구원하지 못할 것이다."라는 제안은 케네디의 "자유 사회가 가난한 많은 사람들을 돕지 못한다면, 부유한 소수를 구원할 수 없을 것이다."라는 문구의 바탕이 되었다.

### 연설의 주요 내용
케네디는 냉전이 한창이던 시기에 권력을 잡았으며, 평화적인 국제 관계를 유지하고 미국을 강력한 세계 강국으로 대표하는 어려운 목표를 가지고 있었다. 이러한 주제들이 그의 취임 연설을 지배했다. 케네디는 새롭게 발견된 핵무기의 위험과 가속화되는 군비 경쟁을 강조하며, 화력에 대한 집중이 국제 관계와 세계의 빈곤층을 돕는 데 집중해야 한다고 주장했다. 연설문 작성자 테드 소렌슨에 따르면, 케네디 정책의 핵심을 표현하는 연설에서 가장 중요한 문장은 다음과 같았다. "우리의 무기가 의심의 여지 없이 충분할 때에만 우리는 그것들이 결코 사용되지 않을 것이라고 의심의 여지 없이 확신할 수 있을 것이다."
소렌슨은 2007년에 존 F. 케네디가 연설에서 다섯 가지 목표를 염두에 두었으며, 소렌슨에 따르면 이 모든 목표가 달성되었다고 밝혔다. 소렌슨은 케네디의 연설을 "현명하고 용기 있는" 것으로 평가하며 다음과 같이 결론지었다. "케네디의 취임 연설은 세계를 변화시켰고, 서방의 소련과의 세계 미래 방향을 둘러싼 긴 냉전 투쟁에서 평화로운 승리를 결심한 새로운 미국 행정부와 외교 정책의 시작을 알렸다. [...] 그것은 그 당시 그와 국가의 핵심 가치를 담은 선언이었으며, 그는 그것이 반드시 전달되어야 한다고 믿었다."

### 수사적 요소
연설의 핵심 주제는 의무와 권력의 관계이다. 이는 연설의 첫 부분에서 강렬한 대조를 통해 강조된다: "...인간은 자신의 유한한 손으로 모든 형태의 인간 빈곤과 모든 형태의 인간 생명을 폐지할 수 있는 힘을 가지고 있습니다." 마찬가지로 다섯 번째 단락에서 그는 다음과 같이 말한다: "단결하면 수많은 협력 사업에서 우리가 할 수 없는 일은 거의 없습니다. 분열하면 우리가 할 수 있는 일은 거의 없습니다." 두 구절 모두 국제적 가치를 재조정해야 한다는 생각에 호소한다. 다시, "양측"에 행동을 촉구한 후, 그는 "우리 모두"에게 "긴 황혼의 투쟁의 짐을 짊어질 것"을 요구한다. "...인류의 공통된 적: 폭정, 빈곤, 질병, 그리고 전쟁 그 자체에 맞서 싸울 것"이라고 말한다. 하지만 "긴 황혼의 투쟁"이라는 문구는 냉전 시기 공산주의와의 투쟁과 연관되게 되었다.
주어진 상황에서 적절한 것을 말하거나 행하는 것인 카이로스는 고전 수사학의 주요 요소이며, 이 연설에서 두드러지게 사용된다. 케네디는 냉전에 대한 미국인들의 불안감을 인식하고 낙관적인 어조를 선택했다. 그는 미래에 대해 이야기하고, "양측이..."라는 문구를 반복하여 국제적 단합이라는 목표에 호소하면서 긴장된 관계를 다루는 방법을 제시한다. 그는 또한 부정적인 아이디어를 기회로—도전으로—표현하여 본질적으로 미국적인 이상에 호소한다. 마지막에서 네 번째 단락에서 그는 "세계의 오랜 역사에서 소수의 세대만이 최대 위험의 시기에 자유를 수호하는 역할을 부여받았다"고 말한다.
또한 존 F. 케네디는 취임 연설에서 그의 유명한 말, "여러분의 조국이 여러분을 위해 무엇을 할 수 있는지 묻지 말고, 여러분이 조국을 위해 무엇을 할 수 있는지 물으십시오"를 말했다. 이 역전어순 반복의 사용은 그의 연설의 명제로도 볼 수 있다—대중에게 더 큰 선을 위해 올바른 일을 하라는 행동 촉구이다. 이는 프랭클린 D. 루스벨트가 1936년 민주당 전당 대회에서 한 수락 연설의 우아한 재구성일 수 있다: "어떤 세대에게는 많은 것이 주어집니다. 다른 세대에게는 많은 것이 기대됩니다. 이 세대의 미국인들은 운명과의 약속이 있습니다." 또한 이는 대법관 올리버 웬델 홈즈의 1884년 현충일 연설과도 유사하다. 홈즈는 연설에서 다음과 같이 말했다. "[현충일은] 이제 공동의 동의로 우리가 잠시 멈춰 우리의 국가적 삶을 의식하고 그 안에서 기뻐하며, 우리 조국이 각자에게 무엇을 해왔는지 되새기고, 우리가 조국을 위해 무엇을 할 수 있을지 스스로에게 묻는 순간이다."

## 초대 손님
전 대통령, 부통령, 내각 구성원, 기타 워싱턴 공무원 등 공식적인 대통령 손님 및 명예 손님 외에도 케네디 부부는 칼 샌드버그, 존 스타인벡, 어니스트 헤밍웨이, 브렌던 비언, 마크 로스코와 같은 유명한 예술가들과 패션 아이콘이자 미래의 보그 편집장인 다이애나 브리랜드를 초대했다.
팁 오닐 하원의원은 부유한 보스턴 사업가 조지 카라 옆에 앉았다.
오닐은 카라가 자신을 툭 치며 말했다고 회상했다. "몇 년 후 역사가들은 젊은이가 취임 선서를 하러 나갈 때 무슨 생각을 했을지 궁금해할 것입니다. 저는 그가 조지 카라가 어떻게 그렇게 좋은 자리를 얻었는지 궁금해하고 있을 것이라고 장담합니다." 그날 밤, 오닐과 그의 아내는 메이플라워 호텔에서 열린 무도회에서 대통령의 박스로 춤을 추러 가서 그를 축하했고, 아니나 다를까 케네디는 "그 옆에 앉아 있던 사람이 조지 카라였나요?"라고 물었다. 오닐은 케네디에게 카라가 말한 것을 이야기했고, 케네디는 "팁, 믿지 못할 겁니다. 저는 왼손을 성경에 얹고 오른손을 공중에 들고 취임 선서를 하려는데, 스스로에게 '카라가 어떻게 저 자리를 얻었지?'라고 말했습니다."

### 참석한 전 대통령 및 영부인
- 드와이트와 매미 아이젠하워
- 해리와 베스 트루먼
- 엘리너 루스벨트
- 이디스 윌슨

## 백악관으로의 행진
취임식 후에는 펜실베이니아 애비뉴를 따라 대규모 행진이 이어져 새로운 대통령을 국회의사당 광장에서 백악관으로 모셨다. 도착하자마자 케네디는 전 대통령 해리 트루먼과 전 영부인 이디스 윌슨 및 엘리너 루스벨트와 같은 귀빈들과 함께 사열대에 올랐다. 수많은 구경꾼들과 수백만 명의 텔레비전 시청자들도 이 행진을 지켜봤는데, 행진이 지나가는 데 세 시간이 걸렸다. 미군 16,000명이 미니트맨 미사일과 초음속 B-70 폭격기와 같은 현대식 무기 전시와 함께 행진했다. 추가로 16,000명의 시민 행진자는 연방 및 주 공무원에서부터 고등학교 밴드와 보이 스카우트에 이르기까지 다양했으며, 40대의 꽃수레가 동반되었다.

## 영향
케네디의 취임은 미국에 많은 최초의 기록을 세웠다. 케네디는 최고사령관으로 취임한 최초의 가톨릭 신자였다. 취임 당시 43세였던 케네디는 가장 젊게 선출된 대통령이었으며, 그 당시 미국 역사상 가장 나이 많은 대통령이었던 아이젠하워를 교체하는 것이었다. 아이젠하워의 존재에서 케네디로의 전환의 연령 차이와 시각적 효과는 취임식에서 두드러졌다. 또한 케네디는 20세기에 태어나 대통령으로 취임한 최초의 인물이었다.
케네디가 취임식에 모자를 쓰지 않아 남성 모자 산업을 혼자서 망하게 했다는 주장은 거짓이다. 케네디는 취임식과 저녁 무도회에 실크해트를 썼으며, 선서를 하거나 연설을 할 때만 벗었다. 그는 사실 아이젠하워가 두 차례 취임식 모두 옴부르그를 쓰는 대신 실크해트를 쓰지 않음으로써 전통을 깨뜨린 후 이를 되살렸다. 1965년 취임식에서 존슨은 완전히 모자를 쓰지 않은 최초의 대통령이었다.

## 참고 문헌
- Clarke, Thurston (2004). 《Ask Not: The Inauguration of John F. Kennedy and the Speech That Changed America》. New York: Henry Holt and Co. ISBN 0-8050-7213-6.
- 케네디 취임 연설에서 수사적 용어 및 설득 기법 보관됨 2013-04-18 - 웨이백 머신. 미국 교육부 및 공공 프로그램, 존 F. 케네디 도서관 및 박물관.